# Грант, Колкухун
сэр Джон Колкухун Грант (1764 — 20 декабря 1835) — британский генерал-лейтенант.

## Военная карьера
В 1793 году сэр Колкухун Грант вступил в 36-й пехотный полк в звании энсина, переведясь несколько лет спустя в кавалерию (25-й лёгкий драгунский полк), с которой он воевал в Серингапатаме. В 1802 году он вернулся в пехоту и 6 лет командовал 72-м пехотным полком. В 1806 году во главе своего полка присоединился к экспедиции сэра Дэвида Бэйрда на мыс Доброй Надежды и 8 января был ранен в бою против батавской армии в битве при Блауберге. Описывая в депеше победу англичан, Бэйрд отмечал:
Ваша Светлость увидит имя лейтенанта-полковника Гранта среди раненых, но героический дух этого офицера не был подавлен его несчастьем, и он продолжал вести своих людей к славе, пока враг был способен сопротивляться 72-му полку.
В 1808 году перевёлся в 15-й гусарский полк и принял участие в экспедиции сэра Джона Мура на Пиренеи, получив ранение в Саагуне во время сражения с французами.
В январе 1813 года, сэр Джон Колкухун Грант вернулся в Испанию и принял командование кавалерийской бригадой, которая участвовала в битве при Моралесе. Он продолжал служить на этом посту, с небольшим перерывом, до конца Пиренейской войны. Веллингтон был разочарован действиями гусарской бригады Гранта в битве при Витории, и Грант был отстранён от командования. Однако политическое влияние Гранта позволило ему вскоре вернулся на Пиренеи, чтобы принять командование лёгкой бригадой драгун Роберта Балларда Лонга. 
В 1814 году Гранта наградили Орденом Бани. В Ватерлоо Грант командовал 5-й кавалерийской бригадой, состоящей из 7-го и 15-го гусарских полков с присоединённым к ним 13-м лёгким драгунским полком, которая находилась в центре позиций союзников; во время битвы под ним убили пять лошадей. 
В 1830 году Грант был повышен до генерал-лейтенанта и служил членом парламента от тори, представляя гнилое местечко Квинборо с 1831 года, пока район не был лишен гражданских прав в соответствии с избирательной реформой 1832 года.
Грант был камер-юнкером принца Эрнеста Августа, герцога Камберлендского, позже короля Ганновера. Считалось, что он был самым сильным человеком в британской армии, за что получил прозвище «Чёрный великан». В 1825 году Гранта назначили полковником 12-го (принца Уэльского) Королевского полка (лёгких) драгунов (уланов). В 1827 году он перешёл в 15-й (Королевский) полк (легких) драгун (гусаров), сменив герцога Камберлендского; эту должность он занимал до самой смерти.

## Личная жизнь
Грант был женат на Марсии, дочери преподобного Дж. Ричардса из Лонг Бреди (Дорсет). Их единственный выживший ребёнок, Марсия, сбежала с политиком из крыла вигов Ричардом Бринсли Шериданом в мае 1835 года. В том же году Грант умер.